# Anomiostrea coralliophila
Anomiostrea coralliophila is een tweekleppigensoort uit de familie van de Ostreidae. De wetenschappelijke naam van de soort is voor het eerst geldig gepubliceerd in 1975 door Habe.